# Chamaecrista aldabrensis
Chamaecrista aldabrensis là một loài thực vật có hoa trong họ Đậu. Loài này được (Hemsl.) F. Friedmann miêu tả khoa học đầu tiên năm 1994.